# Steuerdiagramm
Steuerdiagramme werden im Zusammenhang mit pneumatischen oder hydraulischen Systemen dazu verwendet, die zeitliche Abfolge von Schaltzuständen darzustellen. Ein bekanntes Anwendungsgebiet ist die Steuerung von Verbrennungsmotoren. 
Steuerdiagramme können unterschiedliche Formen haben. Im Zusammenhang mit Verbrennungsmotoren werden meist Steuerdiagramme verwendet, die das Aussehen einer Spirale haben. Die Segmente der Spirale stehen für Takte, die während eines Zyklus durchlaufen werden.